# Али Азиз Гириди
Али Азиз Гириди (1749 — 29 октября 1798, Берлин) — османский дипломат, посол Порты в Пруссии и писатель конца XVIII века, более всего известный романом Muhayyelât, который считается первым произведением турецкой литературы, написанным отчасти под влиянием западных литературных традиций, хотя и представляющим собой образец типичной османской прозы того времени. В этом романе фантастические персонажи, такие как джинны и феи, действуют в контексте обычных жизненных ситуаций.
Он родился в Ираклионе (Крит) в семье важного местного чиновника в 1749 году. Подробная информация о его жизни отсутствует. Известно, что он унаследовал от отца крупное состояние, учился в Константинополе, поднялся по службе (в том числе служа в армии, затем в качестве сборщика налогов и позже занимаясь управлением государственными имуществами в Белграде) и был отправлен послом в Пруссию в 1796 году и умер в Берлине в 1798 году. Его погребение привело к открытию первого мусульманского кладбища в Берлине.